# FÁK labdarúgó-válogatott
A Független Államok Közössége-beli labdarúgó-válogatott a FÁK nemzeti csapata volt 1992-ben, amelyet a Szovjet labdarúgó-szövetség (oroszul: Федерация футбола СССР, magyar átírásban: Federacija Futbola SZSZSZR) irányított.
A FÁK-válogatottját az egykori szovjet tagköztársaságokból hozták létre, mely részt vett az 1992-es Európa-bajnokságon. A torna után megalakult az orosz labdarúgó-válogatott.

## Rövid története
Az 1992-es Európa-bajnokság selejtezőinek 3. csoportját megnyerte a Szovjetunió és kijutott az Európa-bajnokságra. Azonban 1991. december 25-én megszűnt az ország, így a válogatottat az egykori tagköztársaságokból létrejövő Független Államok Közössége képviselte az Eb-n. A szovjet válogatott jogutódjának minősülő orosz válogatott, majd csak a torna után, 1992 augusztusában játszotta le első mérkőzését.
Az Európa-bajnokságon a 2. csoportban szerepeltek. Az újraegyesített Németországgal 1–1-s, Hollandiával 0–0-s döntetlent játszottak. Utolsó mérkőzésükön 3–0-s vereséget szenvedtek Skócia ellen.

## Nemzetközi eredmények
Labdarúgó-Európa-bajnokság
- Csoportkör: 1 alkalommal (1992)

### Európa-bajnoki szereplés
| Év       | Eredmény   | Hely | M | Gy | D | V | Rg | Kg |
| -------- | ---------- | ---- | - | -- | - | - | -- | -- |
| 1992     | Csoportkör | 8.   | 3 | 0  | 2 | 1 | 1  | 4  |
| Összesen | Csoportkör | 1/1  | 3 | 0  | 2 | 1 | 1  | 4  |

## A szovjet tagköztársaságok nemzeti válogatottai

### FÁK tagok
| Ország           | Válogatott       | Szövetség            |
| ---------------- | ---------------- | -------------------- |
| Azerbajdzsán     | Azerbajdzsán     | UEFA                 |
| Fehéroroszország | Fehéroroszország | UEFA                 |
| Grúzia           | Grúzia           | UEFA                 |
| Kazahsztán       | Kazahsztán       | UEFA (AFC:1992-2002) |
| Kirgizisztán     | Kirgizisztán     | AFC                  |
| Moldova          | Moldova          | UEFA                 |
| Oroszország      | Oroszország      | UEFA                 |
| Örményország     | Örményország     | UEFA                 |
| Tádzsikisztán    | Tádzsikisztán    | AFC                  |
| Türkmenisztán    | Türkmenisztán    | AFC                  |
| Ukrajna          | Ukrajna          | UEFA                 |
| Üzbegisztán      | Üzbegisztán      | AFC                  |

### Nem FÁK tagok
| Ország     | Válogatott | Szövetség |
| ---------- | ---------- | --------- |
| Észtország | Észtország | UEFA      |
| Lettország | Lettország | UEFA      |
| Litvánia   | Litvánia   | UEFA      |

## Mérkőzései
(Az eredmények mindig a FÁK válogatottjának szempontjából szerepelnek.)
| Jelmagyarázat                                        |
| ---------------------------------------------------- |
| A FÁK válogatottjának győzelmével végződött mérkőzés |
| Döntetlennel végződött mérkőzés                      |
| A FÁK válogatottjának vereségével végződött mérkőzés |
| (o) – otthon lejátszott mérkőzés                     |
| (i) – idegenben lejátszott mérkőzés                  |
| (s) – semleges helyszínen lejátszott mérkőzés        |

| Dátum             | Helyszín         | Ellenfél         | Eredmény | Kiírás        |
| ----------------- | ---------------- | ---------------- | -------- | ------------- |
| 1992. január 25.  | Miami (i)        | Egyesült Államok | 1 - 0    | barátságos    |
| 1992. január 29.  | San Salvador (i) | Salvador         | 3 - 0    | barátságos    |
| 1992. február 2.  | Pontiac (i)      | Egyesült Államok | 1 - 2    | barátságos    |
| 1992. február 12. | Jeruzsálem (i)   | Izrael           | 2 - 1    | barátságos    |
| 1992. február 19. | Valencia (i)     | Spanyolország    | 1 - 1    | barátságos    |
| 1992. április 29. | Moszkva (o)      | Anglia           | 2 - 2    | barátságos    |
| 1992. június 3.   | Brøndby (i)      | Dánia            | 1 - 1    | barátságos    |
| 1992. június 12.  | Norrköping (s)   | Németország      | 1 - 1    | Eb-csoportkör |
| 1992. június 15.  | Göteborg (s)     | Hollandia        | 0 - 0    | Eb-csoportkör |
| 1992. június 18.  | Norrköping (s)   | Skócia           | 0 - 3    | Eb-csoportkör |

## Az 1992-es Európa-bajnokságon szerepelt keret

### FÁK
Szövetségi kapitány: Anatolij Bisovec
| No. | P. | Név                      | Születési dátum (Kor)     | Vál. | Gól. | Jelenlegi klub    |
| --- | -- | ------------------------ | ------------------------- | ---- | ---- | ----------------- |
| 1   | K  | Dmitrij Harin            | 1968. augusztus 16. (23)  | 12   |      | CSZKA Moszkva     |
| 2   | V  | Andrej Cserniszov        | 1968. január 7. (24)      | 23   |      | Szpartak Moszkva  |
| 3   | V  | Kahaber Chadadze         | 1968. szeptember 7. (23)  | 5    |      | Szpartak Moszkva  |
| 4   | V  | Ahrik Cvejba             | 1966. szeptember 10. (25) | 22   |      | Dinamo Kijiv      |
| 5   | V  | Oleh Kuznyecov           | 1963. március 22. (29)    | 60   |      | Rangers           |
| 6   | KP | Igor Salimov             | 1969. február 2. (23)     | 23   |      | Foggia            |
| 7   | KP | Olekszij Mihajlicsenko   | 1963. március 30. (29)    | 38   |      | Rangers           |
| 8   | KP | Andrej Kancselszkisz     | 1969. január 23. (23)     | 20   |      | Manchester United |
| 9   | KP | Szjarhej Alejnyikav      | 1961. november 7. (30)    | 75   |      | Lecce             |
| 10  | KP | Igor Dobrovolszkij       | 1967. augusztus 27. (24)  | 26   |      | Servette          |
| 11  | CS | Szergej Juranj           | 1969. június 11. (22)     | 13   |      | Benfica           |
| 12  | K  | Sztanyiszlav Csercseszov | 1963. szeptember 2. (28)  | 10   |      | Szpartak Moszkva  |
| 13  | CS | Szergej Kirjakov         | 1970. január 1. (22)      | 8    |      | Gyinamo Moszkva   |
| 14  | CS | Vlagyimir Ljutij         | 1962. április 20. (30)    | 5    |      | Duisburg          |
| 15  | CS | Igor Kolivanov           | 1968. március 6. (24)     | 22   |      | Foggia            |
| 16  | KP | Dmitrij Kuznyecov        | 1965. augusztus 28. (26)  | 17   |      | Espanyol          |
| 17  | KP | Igor Kornyejev           | 1967. szeptember 4. (24)  | 5    |      | Espanyol          |
| 18  | V  | Viktor Onopko            | 1969. október 14. (22)    | 1    |      | Szpartak Moszkva  |
| 19  | KP | Igor Legyahov            | 1968. május 22. (24)      | 7    |      | Szpartak Moszkva  |
| 20  | V  | Andrej Ivanov            | 1967. április 6. (25)     | 3    |      | Szpartak Moszkva  |